# Jeffrey Sarpong
Jeffrey Sarpong (* 3. August 1988 in Amsterdam) ist ein niederländischer Fußballspieler mit ghanaischen Wurzeln.

## Karriere

### Verein
Sarpong spielte für FC Abcoude, ehe er 1996 in die Jugendabteilung von Ajax Amsterdam kam. Zur Spielzeit 2005/06 wurde der Jungspieler in den Profikader des Vereins berufen. Sein Debüt gab er schließlich am 5. Januar 2006 beim 3:2-Auswärtssieg gegen Feyenoord Rotterdam. Im Laufe der Saison kam er zu acht weiteren Einsätzen. Am Ende seiner ersten Profisaison konnte er mit dem Gewinn des KNVB-Pokal seinen ersten nationalen Erfolg feiern. Im Folgejahr lief es für den Flügelspieler weniger gut und er schaffte es unter Trainer Henk ten Cate zu keinem Ligaeinsatz. Erst seit Marco van Basten neuer Trainer der Amsterdamer ist, kommt Sarpong wieder zu regelmäßigen Einsätzen im Dress von Ajax. Am 21. September 2008 erzielte er gegen Feyenoord seinen ersten Pflichtspieltreffer.
Die Saison 2016/17 spielte er für den griechischen Verein Veria FC und wechselte dann zum türkischen Zweitligisten Elazığspor. Im Sommer 2018 kehrte er mit seinem Wechsel zu Skoda Xanthi nach Griechenland zurück.

### Nationalmannschaft
Sarpong spielte während der U-17-WM 2005 in Peru für das U-17-Team des KNVB. In allen sechs Spielen seiner Mannschaft kam er dabei zum Einsatz und führte die Mannschaft damit bis ins Halbfinale, wo man gegen die mexikanische Auswahl 4:0 verlor. Durch einen 2:1-Sieg gegen die Türkei, sicherte sich die Mannschaft den dritten Platz. Während des Turniers erzielte Sarpong zwei Treffer. Ein Jahr darauf spielte er mit der niederländischen U-20 beim Turnier von Toulon, bei welchem man das Finale erreichte, sich aber gegen Gastgeber Frankreich mit 3:5 nach Elfmeter geschlagen geben musste. Sarpong war dabei erster Schütze seines Teams und verwandelte. 2009 wurde er erneut in den Kader der U-21 für das Turnier von Toulon berufen.

## Erfolge
- Gewinn des KNVB-Pokal mit Ajax Amsterdam: 2006, 2007
- Gewinn des Johan-Cruyff-Schaal mit Ajax Amsterdam: 2006, 2007